# Epiglottit

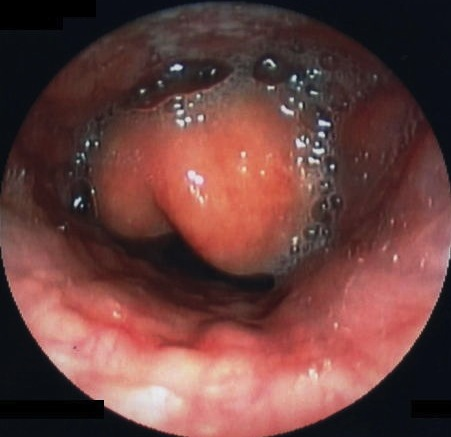
Svullet struplock.

Epiglottit, eller akut inflammation i struplocket, är en bakterieinfektion i svalgets nedre del som leder till att epiglottis (struplocket) inflammeras och svullnar upp. Detta tillstånd är särskilt vanligt hos barn mellan två och sex års ålder. Hos barn är symptomen tung andning, feber och försämrat allmäntillstånd. Orsaken till inflammationen är en infektion orsakad av bakterien Haemophilus influenzae typ b. 
Struplocksinflammation är ett ovanligt tillstånd, men kan även förekomma hos vuxna människor. Förutom att orsaka en inflammation i svalget och struplocket, kan bakterierna även spridas till blodet och leda till nedsatt allmäntillstånd och hög feber.